# Bistum Ebebiyin
Das Bistum Ebebiyin (lateinisch Dioecesis Ebebiyinensis) ist ein römisch-katholisches Bistum mit Sitz in Ebebiyín in Mbini, dem früheren Río Muni, in Äquatorialguinea.
Das Bistum Ebebiyin wurde aus dem 1965 durch Paul VI. gegründeten Bistum Bata am 15. Oktober 1982 durch Papst Johannes Paul II. gegründet. Es ist ein Suffragan des Erzbistums Malabo. Am 1. April 2017 gab es etwa 60 Prozent seines Territoriums und jeweils die Hälfte der Katholiken und Priester zur Errichtung des Bistums Mongomo ab.

## Bischöfe
- Ildefonso Obama Obono, 1982–1991, später Erzbischof von Malabo
- Juan Matogo Oyana CMF, 1991–2002, später Bischof von Bata
- Alfred Maria Oburu Asue CMF, 2003–2006
- Juan Nsue Edjang Mayé, 2011–2015
- Miguel Angel Nguema Bee SDB, seit 1. April 2017